# 아와야 노리코
아와야 노리코(일본어: 淡谷 のり子, 1907년 8월 12일 ~ 1999년 9월 22일)는 일본의 가수이다. 일본에서 "블루스의 여왕"으로 불렸다.